# Sarah Bannister
Sarah Bannister, geborene Sarah Jane Stourton (* 5. August 1858 in Norton St Philip, Somerset; † 16. März 1942 in Golders Green, Hendon, London) war eine englisch-britische Lehrerin, Schulinspektorin und Lokalpolitikerin. Sie und ihr Ehemann waren an dem sogenannten „Pupil-teacher“-System in London beteiligt. Sie war zwanzig Jahre lang District Councillor in Hendon. Ihr wird die Gründung der Hendon Free Library zugeschrieben.

## Leben
Bannister wurde als Tochter des Maurergesellen John Stourton und seiner Frau Harriet, geborene Moon, geboren. Nach Abschluss einer Lehrerausbildung am Tottenham College, Middlesex, wurde sie 1879 von diesem College angestellt und bliebt dort  zwei Jahre lang  bis zu ihrer Heirat. Im Dezember 1881 heiratete sie den fünfzehn Jahre älteren Henry Bannister (1842/3–1925), einen verwitweten Schulmeister, der für das London School Board (LSB) arbeitete. Im Januar 1882 wurde Bannister vom LSB als Lehrerin für Physiologie und Hauswirtschaft für die Abendkurse der sogenannten Pupil teachers für zwei Schulen angestellt und geichzeitig zur Inspektorin der Schulbehörde von Bradford ernannt.
Im Jahr 1884 beschloss der LSB, die Idee zu erproben, Pupil teachers jeweils an einem zentralen Ort zu unterrichten. Bannister und ihr Ehemann wurden gebeten, das Experiment durchzuführen. Bannister wurde Schulleiterin einer Mädchenschule, die in einem Raum unter der Lycett Memorial Methodist Chapel in Stepney untergebracht war. Ihr Ehemann hatte eine ähnliche Stelle als Lehrer für Jungen in Toynbee Hall.
Bannister begann ein Studium an der University of St Andrews, mit dem Ziel den speziellen dort für Frauen möglichen Abschluss einer Lady Literate in Arts (LLA) zu erwerben. Sie schrieb sich 1884 ein und studierte zwei Jahre lang. Es wird vermutet, dass der Druck ihrer Karriere der Grund dafür war, dass sie das Studium erst 1896 abschloss.
1887 wurde Bannister gebeten, einem Ausschuss des Bildungsministeriums beizutreten, der sich mit dem Pupil-teacher-System befasste, über das schneller Lehrkräfte ausgebildet werden sollten, das aber wegen der Unzulänglichkeiten des Learning-on-the-job-Ansatzes in der Kritik stand. Den Vorsitz hatte der Chefinspektor der Schulen, Thomas Wetherherd Sharpe, inne und es wurden nur drei Frauen eingeladen: Bannister, Lydia Manley vom Stockwell Training College und die Wissenscchaftlerin und Leiterin des Cambridge Training College for Women, Elizabeth Phillips Hughes. Bannister sagte nicht nur selbst als Zeugin aus, sondern verfolgte auch eine klare Agenda bei der Befragung anderer Zeugen und trug zu fast jeder Sitzung bei. Der Bericht des Komitees führte letztlich zu einer Schließung der „Pupil-teacher“-Zentren.
Nach der Schließung der zentrale Stelle für das Pupil-teacher-System in Stepney am 4. Mai 1908 wurde Bannister zur Direktorin einer neuen Initiative des London County Councils (LCC) zur Lehrerausbildung ernannt, einer Tagesschule in Moorfields in der City of London für 312 Frauen. 1915 wurde Moorfields mit anderen LCC-Colleges zusammengelegt. Für den Rest ihres Berufslebens, bis zu ihrem Ausscheiden aus dem LCC im Jahr 1919, war sie als stellvertretende Schulinspektorin tätig.
1918 wurde sie vom Hendon Women Citizens’ Council ermutigt, für das Amt einer Stadträtin zu kandidieren. Sie wurde 1918 gewählt und war bis 1938 im Amt. Als Hendon 1932 ein Borough wurde, war sie eine der ersten Alderman, die gewählt wurden, und die einzige Frau, die diese Position erhielt. Der Schwerpunkt ihrer Arbeit lag jedoch im Bildungsausschuss, und sie war für die Gründung der Hendon Free Library verantwortlich.
Bannister starb 1942 in Golders Green an Krebs und hinterließ ihre einziges Kind, Winifred.